# サヴォイア・ディ・ルカーニア
サヴォイア・ディ・ルカーニア（イタリア語: Savoia di Lucania）は、イタリア共和国バジリカータ州ポテンツァ県にある、人口約1,100人の基礎自治体（コムーネ）。

## 地理

### 位置・広がり

#### 隣接コムーネ
隣接するコムーネは以下の通り。括弧内のSAはサレルノ県（カンパニア州）所属を示す。
- カッジャーノ (SA)
- ピチェルノ
- サンタンジェロ・レ・フラッテ
- サトリアーノ・ディ・ルカーニア
- ティート
- ヴィエトリ・ディ・ポテンツァ

## 名称
もとは「サルヴィア・ディ・ルカーニア」（Salvia di Lucania） あるいは単に「サルヴィア」という名であったが、1879年、サヴォイア・ディ・ルカーニアに改名された。

## 歴史
1878年11月17日、イタリア国王ウンベルト1世がナポリを訪問した際、この町出身のアナーキストジョヴァンニ・パッサンナンテが暗殺を図るという事件が発生する。この事件を受けて11月22日、サルヴィアの議会は国家と国王（サヴォイア王家）への忠節を表明するために、町の名をサヴォイアに改名することを決議。翌1879年、サヴォイア・ディ・ルカーニアに改名された。

## 行政

### 分離集落
サヴォイア・ディ・ルカーニアには、以下の分離集落（フラツィオーネ）がある。
- Castellaro, Fossati, Perolla